# 5435 Kameoka
5435 Kameoka è un asteroide della fascia principale del diametro medio di circa 25,7 km. Scoperto nel 1990, presenta un'orbita caratterizzata da un semiasse maggiore pari a 3,1472644 UA e da un'eccentricità di 0,1348409, inclinata di 18,22563° rispetto all'eclittica.